# 赫爾基烏鄉

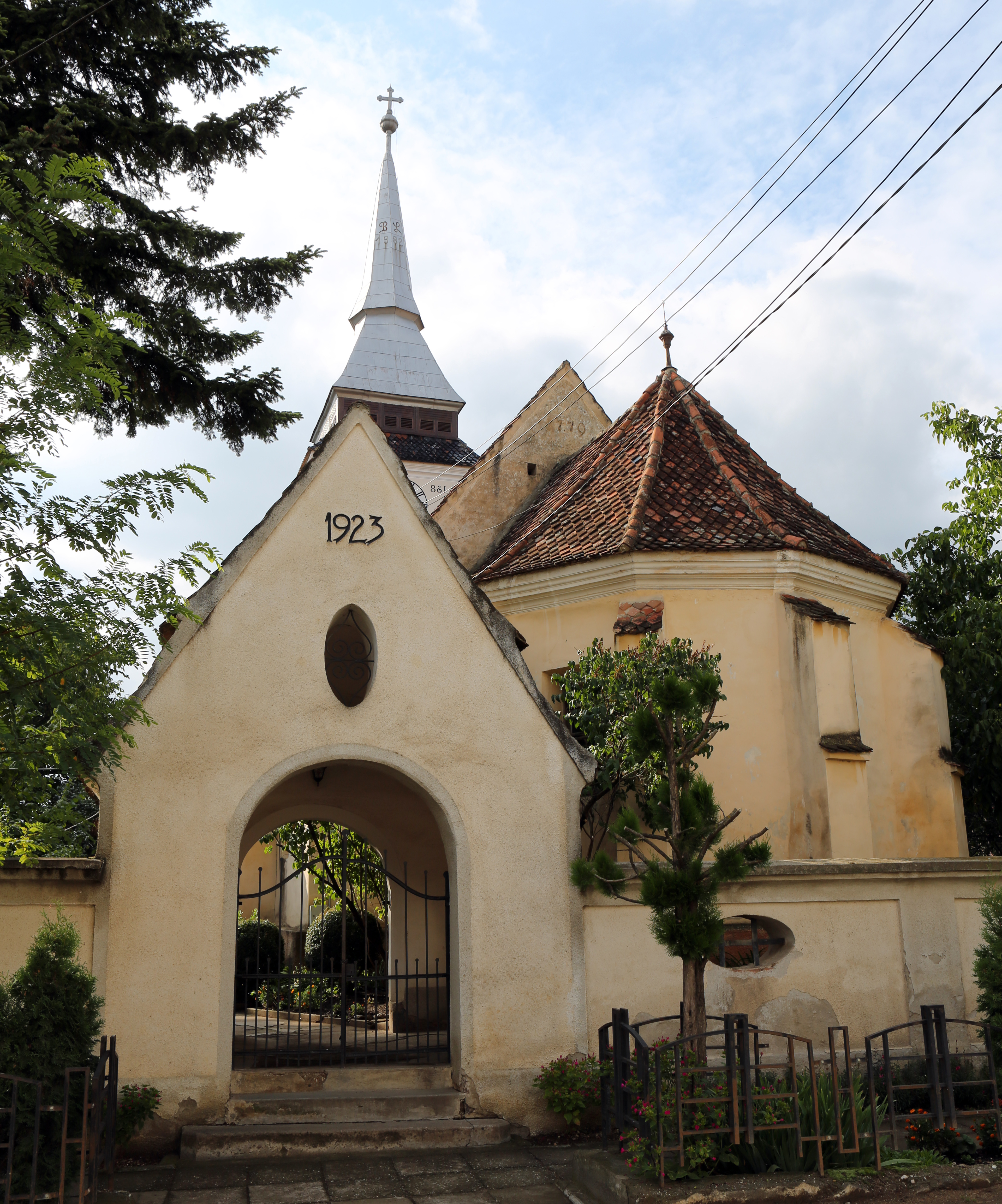

45°46′N 25°33′E / 45.767°N 25.550°E
赫爾基烏鄉（羅馬尼亞語：Comuna Hălchiu, Brașov），是羅馬尼亞的鄉份，位於該國中部，由布拉索夫縣負責管轄，面積58平方公里，海拔高度505米，2007年人口4,560，人口密度每平方公里79人。